# 棕刺鰕虎魚
棕刺鰕虎魚（学名：Acanthogobius luridus）为輻鰭魚綱鲈形目鰕虎魚科刺鰕虎魚屬的鱼类。分布于朝鲜西海岸，包括东海北部、黄海等海域，屬于底层鱼类。其一般栖息于浅海和河口咸淡水区。该物种的模式产地在上海。

## 扩展阅读
維基物種上的相關：棕刺鰕虎魚